# Angelo Brelich
Angelo Brelich (Budapest, 20 juin 1913 - Rome, 1er octobre 1977) était un historien des religions et anthropologue hongrois naturalisé italien, professeur d'histoire des religions.

## Principales publications
- Aspetti della morte nelle iscrizioni sepolcrali dell'impero romano, Budapest (Institut de numismatique et d'archéologie de l'université Pietro Pazmany), 1937.
- A halalszemlelet formai a Romai birodalom sirfeliratain, Budapest (Magyar Nemzeti muzeum), 1937.
- Trionfo e morte, Bologna, Zanichelli, 1938.
- Vesta, Zurich, Rhein, c. 1949.
- Die Geheime Schultzgottheit von Rom, Zurich, Rhein-Verlag, c. 1949.
- Tre variazioni romane sul tema delle origini, Roma, Edizioni dell'Ateneo, 1955.
- Un culto preistorico vivente nell'Italia centrale, Bologna, Zanichelli, 1955.
- Gli eroi greci: un problema storico-religioso, Roma, Edizioni dell'Ateneo, 1958.
- I figli di Medeia, Roma, Marzioli, 1959.
- Il politeismo, Roma, Edizioni dell'Ateneo, 1960.
- Guerre, agoni e culti nella Grecia arcaica, Bonn, Habelt, 1961.
- Introduzione alla storia delle religioni, Roma, Edizioni dell'Ateneo, 1966.
- Paides e Parthenoi, Roma, Edizioni dell'Ateneo, 1969.
- Aristofane. Commedia e religione, Sl., s.n., 1969.